# La Esperanza, Matías Romero Avendaño
La Esperanza är en ort i Mexiko.   Den ligger i kommunen Matías Romero Avendaño och delstaten Oaxaca, i den sydöstra delen av landet, 500 km sydost om huvudstaden Mexico City. La Esperanza ligger 113 meter över havet och antalet invånare är 149.
Terrängen runt La Esperanza är platt österut, men västerut är den kuperad. Terrängen runt La Esperanza sluttar österut. Runt La Esperanza är det ganska glesbefolkat, med 28 invånare per kvadratkilometer. Närmaste större samhälle är Palomares, 17,7 km söder om La Esperanza. Omgivningarna runt La Esperanza är en mosaik av jordbruksmark och naturlig växtlighet.